# 1 500 mètres masculin aux Jeux olympiques d'été de 1948 (athlétisme)
Pour un article plus général, voir Athlétisme aux Jeux olympiques d'été de 1948.
Navigation
Berlin 1936 Helsinki 1952
L'épreuve du 1 500 mètres masculin aux Jeux olympiques de 1948 s'est déroulée les 4 et 6 août 1948 au Stade de Wembley de Londres, au Royaume-Uni. Elle est remportée par le Suédois Henry Eriksson.

## Résultats

### Finale
| Rang               | Athlète              | Pays            | Temps        | Notes |
| ------------------ | -------------------- | --------------- | ------------ | ----- |
| Médaille d'or      | Henry Eriksson       | Suède           | 3 min 49 s 8 |       |
| Médaille d'argent  | Lennart Strand       | Suède           | 3 min 50 s 4 |       |
| Médaille de bronze | Willem Slijkhuis     | Pays-Bas        | 3 min 50 s 4 |       |
| 4                  | Václav Čevona (en)   | Tchécoslovaquie | 3 min 51 s 2 |       |
| 5                  | Gösta Bergkvist (en) | Suède           | 3 min 52 s 2 |       |
| 6                  | Bill Nankeville      | Grande-Bretagne | 3 min 52 s 6 |       |
| 7                  | Don Gehrmann (en)    | États-Unis      | 3 min 54 s 4 |       |
| 8                  | Erik Jørgensen       | Danemark        | 3 min 54 s 5 |       |
| 9                  | Sándor Garay (en)    | Hongrie         | 3 min 56 s 1 |       |
| 10                 | Joseph Barthel       | Luxembourg      | 3 min 56 s 9 |       |
| 11                 | Marcel Hansenne      | France          | 4 min 02 s 0 |       |
| 12                 | Denis Johansson (en) | Finlande        |              |       |